# Asakura Toshikage
Pour les articles homonymes, voir Asakura (homonymie).
Asakura Toshikage (朝倉 敏景, Asakura Toshikage, 1428-21 aout 1481) était un samouraï japonais et un daimyō d'Echizen pendant la période Sengoku de l'histoire du Japon.

## Vie
Toshikage était un vassal du clan Shiba au moment de la guerre d'Onin, mais, en 1471, au cours de la guerre, il se tourna du côté du clan Hosokawa, se séparant de facto de ses maîtres qui avaient pris le parti des Yamana. Il prit ensuite le contrôle de la province d'Echizen. Il vint plus tard en aide à Masachika Togashi dans la province de Kaga. Il assoit finalement sa position en battant ses anciens maîtres, les Shiba, à Kōfukuji.
Sa sécession et ses victoires lui ont permis d'établir un clan puissant en position dominante dans cette région.
Son code, le Toshikage jushichikajo, fut l'un des premiers codes de clans de l'époque Sengoku.